# Typha varsobica
Typha varsobica là một loài thực vật có hoa trong họ Typhaceae. Loài này được Krasnova mô tả khoa học đầu tiên năm 2002.